# Rio Negro (Schiff, 1905)
Die Rio Negro der Hamburg-Südamerikanischen Dampfschifffahrts-Gesellschaft (HSDG) kam als zweites Schiff der Rio-Klasse der Hamburger Reederei 1905 für den Südbrasilien-Dienst der Reederei in Dienst. Die Reederei beschaffte drei Schiffe dieses Typs bei der Tecklenborg-Werft in Geestemünde, die sich allerdings auf der geplanten Route nicht bewährten. Sie wurden daher ab 1906 nach Nord-Brasilien eingesetzt.
Im Spätsommer 1914 wurde die Rio Negro Hilfsschiff des kleinen Kreuzers Karlsruhe, der am 4. November 1914 aufgrund einer inneren Explosion sank.

Die Rio Negro übernahm die 146 Überlebenden des Kreuzers und erreichte mit ihnen am 6. Dezember Kiel. Ab Ende März 1917 wurde das Schiff als Sperrbrecher 11, dann Sperrbrecher 1, von der Kaiserlichen Marine eingesetzt.
Im März 1919 erfolgte die Auslieferung der Rio Negro nach Großbritannien. Zuletzt war sie als City of Palermo für die Ellerman Lines im Afrika-Dienst im Einsatz, ehe sie 1933 zum Abbruch nach Italien verkauft wurde.

## Bau- und Einsatzgeschichte
Ab 1904 beschaffte die Hamburg-Süd drei kleine Auswandererschiffe speziell für den Dienst nach Brasilien, die abweichend von der üblichen Namensgebung mit Rio beginnende Namen erhielten.
Die drei Schiffe führten ihre Jungfernreisen jeweils von Hamburg nach Rio Grande (Rio Grande do Sul) durch. Das Typschiff Rio Grande nahm im Februar 1904 seinen Dienst auf. Für diesen Dienst hatte die Hamburg Süd seit 1893 acht spezielle Dampfer mit geringem Tiefgang (Barre-Dampfer) beschafft, von denen die ersten drei nach kurzer Dienstzeit wieder verkauft wurden und die beiden letzten 1904 für den neuen Patagonien-Dienst nach Buenos Aires umregistriert wurden und die argentinische Flagge führten. Nachdem jahrzehntelang die Werbung für eine Auswanderung nach Brasilien verboten war, hatte die Aufhebung des Werbungsverbots und die Gründung der Hanseatischen Kolonisations-Gesellschaft die Auswanderung insbesondere in den Bundesstaat Santa Catarina stark zunehmen lassen.
Die Rio Negro lief als zweites Schiff der Serie am  20. Februar 1905 bei Joh. C. Tecklenborg in Geestemünde vom Stapel. Wie das vorangegangene Typschiff hatte sie zwei Masten, einen Schornstein und Platz für 50 Fahrgäste I. Klasse und 230 Zwischendeckspassagiere. Die Dienstgeschwindigkeit der Rio-Dampfer betrug 11 kn. Nach der Ablieferung an die Reederei am 19. April begann am 29. April 1905 ihre Jungfernreise von Hamburg nach Rio Grande.
Die Rio Pardo als drittes Schiff der Serie, lief am 20. Mai 1905 vom Stapel, wurde aber vor der Ablieferung an den Partner im Gemeinschaftsdienst, die Hapag, übertragen und in Dalmatia umbenannt. Unter diesem Namen trat sie am 1. September 1905 ihre Jungfernreise nach Rio Grande an.

Die drei Schiffe bewährten sich bei der Fahrt über die Barre vor Rio Grande nicht. Dennoch kaufte die Hamburg-Süd am 21. Juni 1906 die Dalmatia zurück und setzte es unter dem Namen Rio Pardo bis 1914 gemeinsam mit den beiden Schwesterschiffen im Nord-Brasilien-Dienst ein, wo sie in der Regel nur als Frachtschiffe eingesetzt wurden. Für den Rio Grande-Dienst kamen zwischen 1908 und 1912 fünf Santa-Dampfer der 5. Serie in Dienst, die über 3700 BRT groß waren und von der Rostocker AG Neptun, der Bremer-Vulkan-Werft und der Flensburger Schiffbau-Gesellschaft als reine Frachtdampfer geliefert wurden.
Bei Ausbruch des Ersten Weltkriegs befand sich nur die Rio Pardo in der Heimat. Die Schwesterschiffe Rio Grande und Rio Negro suchten im brasilianischen Hafen Belém (Pará) Zuflucht.

### Hilfsschiff der SMSKarlsruhe
Ende August 1914 wurde die Rio Negro von der Etappe in Brasilien dem kleinen Kreuzer SMS Karlsruhe als Hilfsschiff zugeteilt. Sie erreichte Anfang September den Kreuzer, der vor der brasilianischen Küste operierte und von dem Hapagdampfer Patagonia (3016 BRT, aus Saint Thomas), der Asuncion (4665 BRT, aus Santos) der HSDG und dem NDL-Dampfer Crefeld (3829 BRT, aus Rio de Janeiro) versorgt wurde. Am 3. September 1914 war die Rio Negro erstmals an der Aufbringung eines britischen Dampfers beteiligt, als sie mit dem Kreuzer und der Asuncion einen Aufklärungsstreifen bildete und so die Maple Branch 120 Meilen nördlich von Fernando de Noronha gestellt wurde. Die Asuncion traf Anfang September auch noch mit dem Hilfskreuzer SMS Kronprinz Wilhelm zusammen.

Nach Eintreffen der Rio Negro und Rückkehr der Asuncion wurde die Patagonia nach Brasilien entlassen. Nach dem Aufbringen elf weiterer Schiffe wurde am 13. Oktober auch die Crefeld entlassen, die mit 419 Gefangenen am 22. Oktober Santa Cruz de Tenerife erreichte. Neben den deutschen Versorgern nutzte die Karlsruhe Prisen mit Kohlenladung zumindest zeitweise als Hilfsschiffe. In der Regel suchte sie die Schifffahrtswege  mit einem Hilfsschiff versetzt an jeder Seite ab, um den Aufklärungsstreifen zu vergrößern und brachte so im September fünf und im Oktober weitere neun Schiffe auf.

Am 26. Oktober 1914 versenkte die Karlsruhe als letztes Schiff den Passagierdampfer Vandy(c)k (10.328 BRT, 1911, 15 Knoten, für 200 Passagiere) von der Lamport & Holt Line, der 210 Passagiere an Bord gehabt hatte. Damit hatte sie 17 Schiffe mit insgesamt 76609 BRT aufgebracht. Die noch beim Verband verbliebenen Besatzungen und die Passagiere der gekaperten Schiffe wurden dann auf der Asuncion Ende Oktober nach Belém entlassen.
Die Karlsruhe wollte nun zur Insel Barbados marschieren, auf deren Reede weitere Schiffe gekapert werden sollten. Mit ihr fuhren die verbliebenen Begleitschiffe Rio Negro und die Prise Indrani (5706 BRT, 1912). Die Aussichten auf einen erfolgreichen Handstreich gegen die Insel waren gut, da inzwischen kein britisches Kriegsschiff mehr in ihrer Nähe stand.
Am 4. November 1914 um 18:30 Uhr erfolgte östlich der Insel Trinidad, auf der Position 11° 7′ N, 55° 25′ W, eine sehr heftige Explosion im Vorschiff und der Kreuzer sank in nur 27 Minuten. 263 Männer, darunter der Kommandant, kamen ums Leben.

146 Überlebende konnten von der Rio Negro und der Indrani gerettet werden, die unter der Führung des 1. Offiziers des Kreuzers, Kapitänleutnant Ferdinand Studt, zu den Tesigosinseln liefen.

### Heimreise derRio Neground weitere Einsätze
Die Indrani, die auch als Kohlendampfer KD II oder Hoffnung bezeichnet wurde, wurde am 9. November geleert und versenkt, ehe die Rio Negro die Heimreise antrat. Diese war für die Besatzung sowohl eine körperliche Strapaze wie navigatorische Glanzleistung. Da der Untergang in tropischen Gewässern erfolgte, hatte die gerettete Besatzung nur leichte Kleidung am Leib und fror auf der Heimreise entsetzlich. Man behalf sich mit aus Wolldecken und Segeltuch genähter Ersatzkleidung für die Wachen und schickte die anderen in die Kesselräume. Auch war die Rio  Negro 1914 nur für den Tropendienst vorgesehen, daher fehlte jegliches Kartenmaterial für die nördlichen Regionen um Island und Norwegen. Dennoch erreichte sie vom Feind unbemerkt trotz der Winterstürme und des Umweges über die Eisregionen am 6. Dezember 1914 Kiel. Sie wurde anschließend über den Kaiser-Wilhelm-Kanal zur Nordsee gebracht und auf der Jade verankert. Die Geheimhaltung über den Untergang der Karlsruhe und die Rückkehr der Überlebenden war so vollkommen, dass die Royal Navy noch bis April 1915 nach dem deutschen Kreuzer suchte.
Am 29. März 1917 wurde der Dampfer als Sperrbrecher 11 für die Kaiserliche Marine in Dienst gestellt und ab dem 21. März 1918 als Sperrbrecher 1 bezeichnet. Am 9. Dezember 1918 wurde die Rio Negro der Hamburg-Süd zurückgegeben.

### Nachkriegsschicksal
Am  29. März 1919 wurde  die Rio Negro gemäß den Kapitulationsbedingungen an Großbritannien ausgeliefert, wo die Reederei Orient Line den Einsatz des Schiffes und später auch der Rio Pardo übernahm. 1920 übernahmen die Ellerman Lines die Bereederung beider Schiffe und setzten die Rio Negro als Flüchtlingstransporter ein, der russische Flüchtlinge von den Schwarzmeerhäfen ins Mittelmeer brachte.

Im Januar 1921 kaufte Ellerman das Schiff und setzte es als City of Palermo nach Südafrika ein. Die Rio Pardo wurde ebenfalls angekauft und im selben Dienst als City of Alexandria eingesetzt.
Im Juli 1933 wurde die ehemalige Rio Negro nach Italien zum Abbruch verkauft. Auch die ehemalige Rio Pardo wurde ausgesondert, so dass von der Serie nur noch das Typschiff Rio Grande in Dienst blieb, das seit 1917 unter brasilianischer Flagge fuhr. Sie wurde als Duque de Caxias  erst 1963 verschrottet.
| Schicksal der Schwesterschiffe | Schicksal der Schwesterschiffe | Schicksal der Schwesterschiffe | Schicksal der Schwesterschiffe | Schicksal der Schwesterschiffe | Schicksal der Schwesterschiffe |
| ------------------------------ | ------------------------------ | ------------------------------ | ------------------------------ | ------------------------------ | --- |
| Name                           | Bauwerft                       | BRT                            | Stapellauf                     | in Dienst                      | weiteres Schicksal |
| Rio Grande                     | Tecklenborg BauNr. 200         | 4556                           | 24.11.1904                     | 23.02.1905                     | 1. Juni 1917 in Belém (Pará) von Brasilien beschlagnahmt, als Benavente eingesetzt, 1926 an Lloyd Brasileiro verkauft und in Duque de Caxias umbenannt, 1963 Abbruch |
| Rio Pardo                      | Tecklenborg BauNr. 204         | 4620                           | 20.05.1905                     | 25.08.1905                     | 1914 bis 1918 als Sperrbrecher 11 und dann Sperrbrecher 4 bei der Kaiserlichen Marine, 25. Mai 1919 an Großbritannien ausgeliefert, Dienst wie Rio Negro bei Orient Line und Ellerman, umbenannt in City of Alexandria, auch Einsatz nach Südafrika, 1933 Verkauf zum Abbruch nach Haulbowline bei Cobh, 1936 verschrottet |

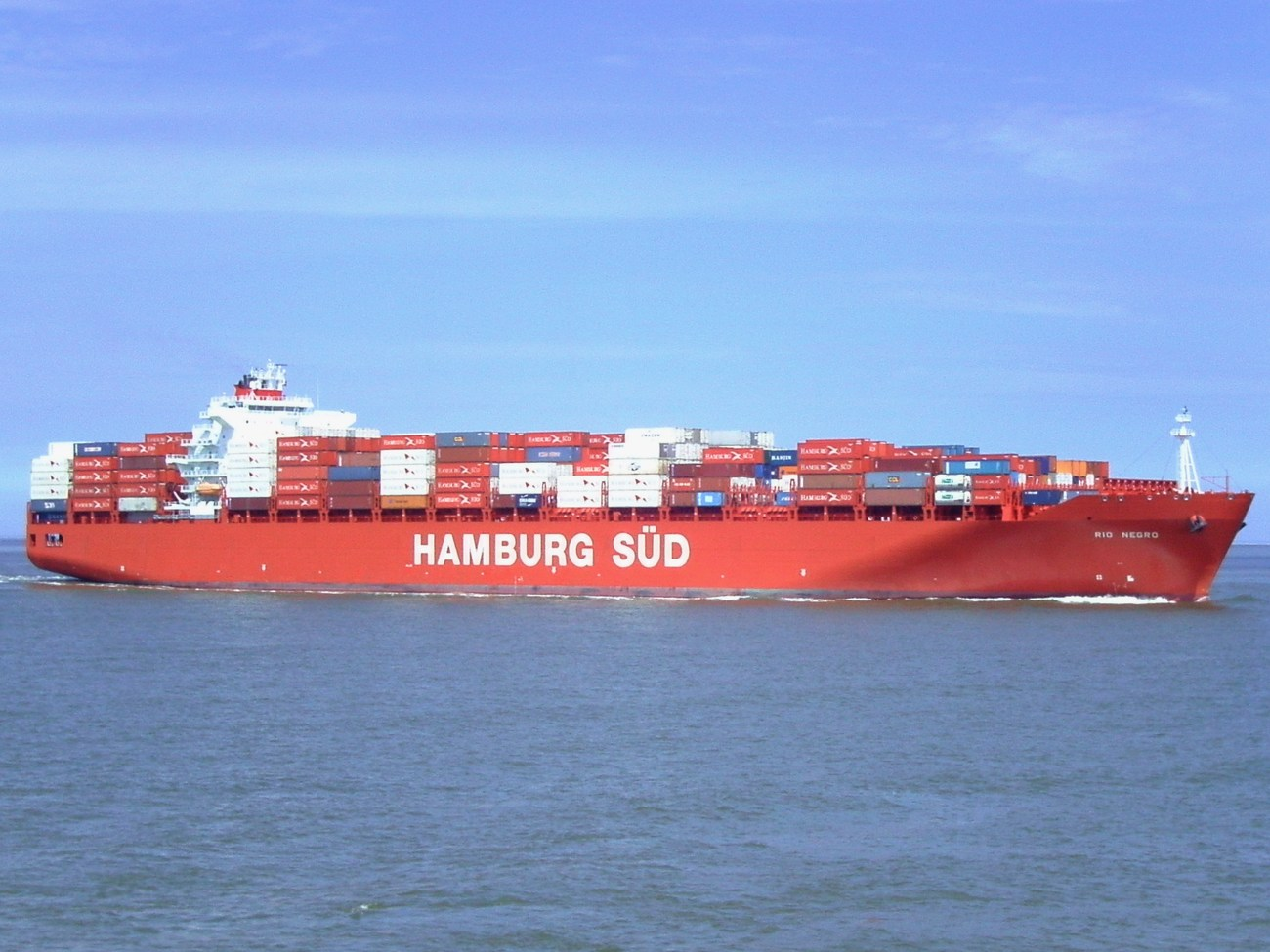
Containerschiff Rio Negro

Ab 2008 besitzt die Reederei wieder eine Rio Negro mit dem in Südkorea gebauten Containerschiff der Rio-Klasse.